# Iglesia católica bizantina rusa

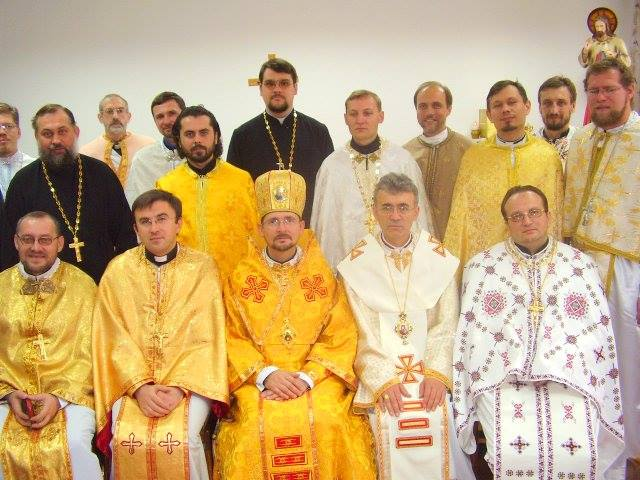
Reunión pastoral del clero de rito bizantino en Rusia, San Petersburgo, 2006.

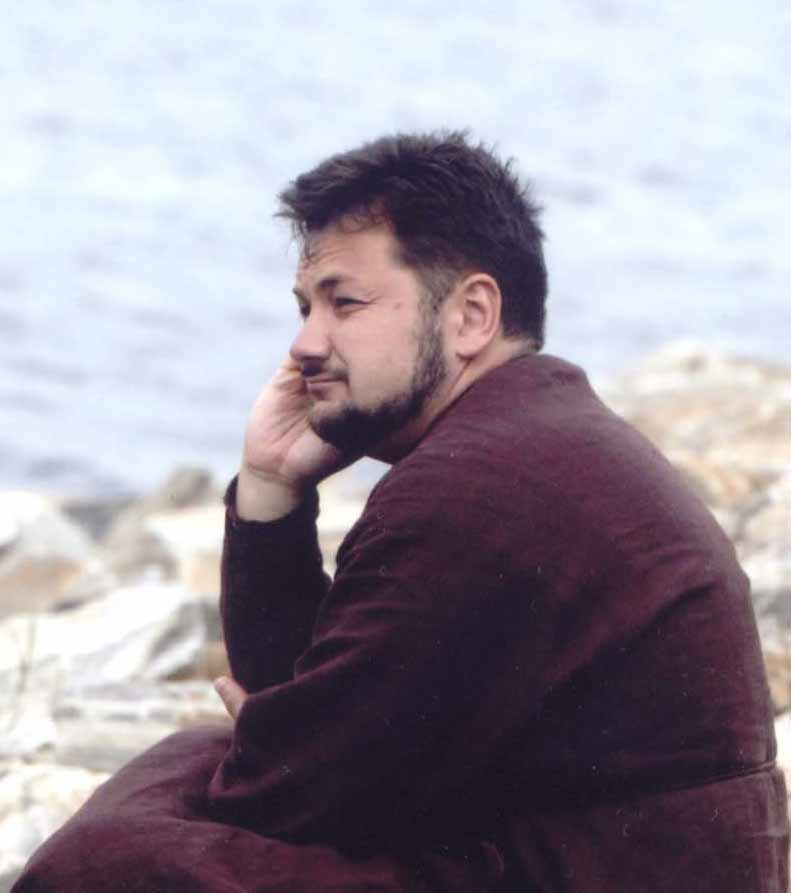
Sergey Vladimirovich Golovanov, sacerdote greco-católico de Rusia.

La Iglesia católica bizantina rusa, aunque también conocida como Iglesia greco-católica rusa (en ruso: Российская греко-католическая церковь y en el Anuario Pontificio: Chiesa Russa) es una de las 24 Iglesias sui iuris integrantes de la Iglesia católica. Es una Iglesia oriental católica que sigue la tradición litúrgica constantinopolitana (o bizantina) en la que utiliza como lenguaje litúrgico el eslavo eclesiástico y el calendario juliano. Luego de su supresión por las autoridades comunistas la Santa Sede no ha restablecido los dos exarcados apostólicos (Moscú en Rusia y Harbin en China) de esta Iglesia sui iuris debido a la oposición de la Iglesia ortodoxa rusa a las diócesis católicas de rito bizantino en su territorio canónico y a la extinción de sus fieles en China. El papa Juan Pablo II designó el 20 de diciembre de 2004 al obispo de rito latino Joseph Werth, de la diócesis de Transfiguración en Novosibirsk como Ordinarius pro fidelibus Ritus Byzantini in Russia (en ruso: Ординарий для католиков византийского обряда в России) bajo supervisión de la Congregación para las Iglesias Orientales. Por razones de política eclesial respecto del Patriarcado de Moscú y del Gobierno ruso, la designación no fue hecha pública de la manera acostumbrada por la Santa Sede, ni el ordinariato para los fieles de rito bizantino en Rusia se constituyó en circunscripción eclesiástica formal ya que no es listado en el Anuario Pontificio.
Las parroquias son servidas por sacerdotes ordenados en otras Iglesias católicas bizantinas, son antiguos sacerdotes ortodoxos, o sacerdotes católicos de origen latino con facultades birrituales, entre ellos algunos jesuitas. Esta Iglesia surgió de un cisma en la Iglesia ortodoxa rusa, cuyos miembros aceptaron la supremacía del papa en 1905.

## Historia

### Separación entre las Iglesias de Occidente y Rusia
Cuando el cristianismo llegó a la Rus de Kiev (actual Ucrania) en 988, la nueva Iglesia rusa, siguiendo la tradición bizantina de Constantinopla, estaba en plena comunión con el obispo de Roma. Los eventos del año 1054 (Cisma de Oriente) no causaron una ruptura inmediata entre el papa de Roma y la Iglesia rusa, lo que ocurrió luego gradualmente. El contacto entre Roma y Moscú continuó y se supone que un pequeño grupo de familias se mantuvieron como viejos católicos. En 1437 el patriarca José II de Constantinopla nombró al obispo Isidoro como metropolitano de Kiev y Moscú y de todo el Rus, bajo los auspicios del emperador Juan VIII Paleólogo, para conciliar a los ortodoxos rusos con la Iglesia católica y asegurar la protección de Occidente para Constantinopla contra los invasores del Imperio otomano. El gran príncipe Basilio II de Moscú recibió al nuevo metropolitano con hostilidad, pero le permitió formar una legación rusa para el Concilio de Florencia, que se había movido a Ferrara. En 1439 Isidoro y varios otros clérigos rusos firmaron el Acta de Unión de las Iglesias de Oriente y Occidente en el Concilio, recibiendo del papa el título de cardenal y siendo designado legado suyo en Rusia. Isidoro llegó a Moscú el 19 de marzo de 1441, el mismo día celebró la divina liturgia en la iglesia de la Ascensión y promulgó la unión ante el zar y su corte. Cuatro días después el zar mandó arrestar a Isidoro, que fue depuesto por un sínodo de 6 obispos, y lo remplazó por el metropolitano Jonah, quién rechazó la unión de la Iglesia ortodoxa de Rusia con el obispo de Roma.

### Establecimiento de la Iglesia greco-católica rusa
La moderna Iglesia católica de Rusia debe mucho a la inspiración del poeta, visionario y filósofo Vladimir Sergeyevich Soloviev (1853-1900), quien alegó, que al igual que el mundo necesita al zar como un monarca universal, la Iglesia necesita del papa de Roma como un jerarca eclesial universal. De acuerdo con el razonamiento de Soloviov la Iglesia ortodoxa rusa está separada de la Santa Sede sólo de facto (no hubo una ruptura directa entre las sedes de Roma y Moscú), así que es posible profesar la totalidad de la doctrina católica estando en comunión con la Santa Sede y continuar siendo ruso ortodoxo (entendiendo ortodoxo en su sentido literal, el que está en la verdad y no en las herejías que se condenaron antes del cisma).
A raíz de las enseñanzas de Soloviev, en 1893 el sacerdote ortodoxo ruso, Nicolás Tolstoy, entró en plena comunión con la Santa Sede dentro de la Iglesia greco-melquita, de rito bizantino (Patriarcado de Antioquía). Al retornar a Moscú se formó una pequeña comunidad en torno suyo, estableciéndose una capilla privada en San Petersburgo y otra en Moscú. Soloviev fue recibido en comunión con Roma como un greco-católico ruso el 18 de febrero de 1896 por fray Tolstoy, comenzando un movimiento en círculos intelectuales y aristocráticos. Soloviev afirmó que al recibir la comunión sacramental de Tolstoy, se mantenía también como un miembro fiel de la Iglesia ortodoxa rusa. Las autoridades ortodoxas se refieren a Tolstoy como un apóstata y "ex sacerdote", pero tienden a entender que Soloviev murió como un cristiano ortodoxo. Sin embargo, nunca se retractó de sus sentimientos en favor de la unión con la Iglesia católica y la Sede de Roma, y hoy en día, muchos católicos rusos se refieren a sí mismos como miembros de la Iglesia ortodoxa rusa en comunión con la sede de Roma.
Antes de la caída de la monarquía, los católicos rusos sufrieron una severa persecución y hostigamiento por la policía y la Ojrana, a pesar de que el zar Nicolás II y, especialmente, la Revolución rusa de 1905 y también la Revolución de febrero, relajaron un poco la persecución. El catolicismo de rito bizantino fue ilegal en el Imperio ruso hasta 1905, cuando el zar Nicolás II emitió un decreto de tolerancia religiosa. A partir de entonces surgieron públicamente comunidades de greco-católicos rusos, que comenzaron a organizarse, y la Iglesia greco-católica de Rusia se volvió formalmente existente. La primera divina liturgia celebrada públicamente se realizó en San Petersburgo el 29 de abril de 1909 para conmemorar la Pascua ortodoxa.
Los viejos creyentes rusos fueron muy prominentes en los primeros años del movimiento. Fray Eustachios Susalev, un sacerdote ruso ortodoxo del viejo rito, también entró en comunión con Roma, por lo que la liturgia comenzó a celebrarse también con el viejo ritual previo a las reformas del patriarca Nikón, dependiendo de qué sacerdote la hiciera.
El 22 de mayo de 1908 fray Zerchaninov fue nombrado administrador de la misión católica en Rusia. El decreto de la Secretaría de Estado de la Santa Sede nombrándolo dice: 

... por lo tanto Su Santidad ordena que el ya mencionado sacerdote Zerchaninov observe las leyes del rito greco-eslavónico fielmente y en toda su integridad, sin mezcla con el rito latino o cualquier otro, él debe también ver que sus fieles, clérigos y todos los otros católicos hagan lo mismo.

De esta forma los rituales de la Iglesia ortodoxa rusa fueron estrictamente mantenidos hasta hoy en la Iglesia greco-católica rusa.
Tras la caída del régimen zarista, entre el 19 y el 21 de marzo de 1917 (28 al 31 de mayo de 1917 del calendario juliano) se realizó el primer concilio o sobor de la Iglesia greco-católica rusa. En el concilio se adoptaron las disposiciones constitucionales de estatus legal y canónico, se determinaron las direcciones de las relaciones entre la Iglesia y el Estado, la liturgia y la disciplina de los sacramentos, la preservación de la pureza del rito frente a la romanización, y se desarrollaron estándares para el clero. El gobierno provisional de Rusia reconoció las decisiones del concilio. 
En 1907, el papa Pío X le dio en forma oral y absolutamente secreta plenos poderes al archieparca de Leópolis de la Iglesia greco-católica ucraniana, Andrés Sheptytsky, para organizar la Iglesia de rito bizantino en el Imperio ruso. Sheptytsky fue exiliado internamente en Rusia entre 1914 y 1917 y a su regreso a Leópolis, utilizando los poderes otorgados por Pío X, el 28 de mayo de 1917 designó al primer exarca apostólico para los greco-católicos de Rusia (Exarchia apostolica pro catholicis ritus byzantini in Russia), Leonid Feodorov (Leonida Feodoroff), antiguo seminarista ortodoxo ruso y que fue confirmado como exarca por el papa Benedicto XV el 1 de marzo de 1921. No se conoce si Sheptytsky lo ordenó obispo como sugiere una fotografía de la época. Luego de la Revolución de Octubre se produjo la dispersión de los católicos del rito bizantino en Rusia en los campos de prisioneros de Siberia (gulag) y en los centros de la diáspora rusa en varios países del mundo. 
En junio de 1918 fray Patapios Emilianov y la totalidad de su parroquia viejo ritualista con 828 adultos en Nizhnaja Bogdanovka (200 km de Makieievka en el óblast del Don) se declaró en comunión con Roma. Además, otra parroquia había entrado en comunión con Roma en Sarátov, guiada por su párroco, fray Alexi Anisimov. En 1922 Feodorov estimó que el exarcado tenía 180 fieles en 3 parroquias en Moscú (100), Petrogrado (70) y Sarátov (10) y otros 200 dispersos, y además estimó en 2000 los que habían emigrado o muerto por la hambruna de 1921-1922. En 1923 el exarcado tenía 20 sacerdotes y diáconos y 25 monjas, sin contar ambas estimaciones a la aislada parroquia de Nizhnaja Bogdanovka. 
En febrero de 1923 el exarca Feodorov fue arrestado y procesado como contrarrevolucionario por Nikolai Krilenko y fue condenado a diez años en el campo de concentración soviético en Solovki. Fue liberado en abril de 1926 y exiliado a Kaluga. En 1926 la Santa Sede reestructuró la jerarquía en la Unión Soviética y Feodorov fue hecho vicario general para el rito oriental del metropolitano de Rusia. Luego fue arrestado, liberado en 1932 y murió en 1935. Aunque Sheptytsky le nombró como sucesor al archimandrita Klymentiy Sheptytskyi el 17 de septiembre de 1939, éste no pudo desempeñar su tarea, falleciendo el 1 de mayo de 1951 quedando desde entonces vacante el exarcado. La comunidad fue casi aniquilada por el régimen comunista soviético y sus líderes arrestados, y algunos ejecutados.

### Diáspora rusa
En 1927 fue establecido en Roma el Russicum (Colegio Pontifical Ruso) para formar sacerdotes para las comunidades católicas rusas.
El 31 de mayo de 1928 un ordinariato fue creado para los católicos Rusos en China, con sede en Harbin, siendo nombrado a su frente fray Fabijan Abrantowicz, quien renunció en 1939. Las comunidades en Harbin y Shanghái debieron soportar la invasión de Manchuria por los japoneses y el establecimiento del comunismo en China. Algunos se mudaron a Hong Kong y a Australia y otros a la Argentina, un gran grupo se mudó a Los Ángeles en los Estados Unidos, estableciendo la Iglesia católica rusa de St. Andrew en El Segundo. El primer exarca apostólico de Harbin fue fray Andrzej Cikoto, desde el 20 de octubre de 1939 hasta su fallecimiento el 13 de febrero de 1953. El estado marxista chino impidió que fuera nombrado un nuevo exarca.segundo exarcado apostólico
Los católicos rusos huyeron de Rusia y de China estableciéndose en lugares como: Estambul, París, Bruselas, Berlín, Múnich, Viena, Roma, Buenos Aires, San Pablo, Londres, Nueva York, San Francisco y Montreal. 
En 1936 fue nombrado el obispo Alejandro Evreynov para atender a las necesidades de los greco-católicos rusos en el exilio. Fallecido en 1958, fue reemplazado por Andrei Katkov, quien murió en septiembre de 1996 y no se le ha nombrado un sucesor.

### Renacimiento de la Iglesia greco-católica rusa
A raíz del colapso de la Unión Soviética, algunas comunidades greco-católicas de Rusia han comenzado a resurgir cautelosamente. 
En un artículo de 2005, el sacerdote católico de Rusia, Sergei Golovanov declaró que tres sacerdotes católicos celebraban la Divina Liturgia bizantina en Rusia. Dos de ellos utilizan la recensión de la Liturgia de Rusia, reformada por el patriarca Nikón de Moscú en 1666. El otro sacerdote utiliza el rito medieval de los viejos creyentes, es decir, como la recensión litúrgica rusa que existía antes de las reformas del patriarca Nikón. Todos los católicos orientales en la Federación Rusa mantienen estrictamente el uso del eslavo eclesiástico en la liturgia, a pesar de que liturgias en lenguas vernáculas son más comunes en la diáspora rusa. 
Los exarcas Feodorov y Klymentiy Sheptytskyi sufrieron el martirio y fueron beatificados el 27 de junio de 2001 por el papa Juan Pablo II con el breve apostólico Sicut abundante durante su visita a Ucrania.
Entre 1997 y 2003 los greco-católicos rusos enviaron peticiones al papa para que les nombrase un exarca. En agosto de 2004 se celebró una reunión del clero greco-católico ruso en Sargatskoe, óblast de Omsk, nombrándose al protopresbítero Sergio Golovanov para presidir provisionalmente el exarcado, pero no fueron reconocidos por la jerarquía católica de Rusia, ni por la curia romana, aunque no se les aplicaron sanciones.
El 18 de enero de 2005 el papa Juan Pablo II nombró a Joseph Werth, obispo latino de Trasfiguración en Novosibirsk, como ordinario de los bizantinos (ucranianos y rusos) en Rusia, aunque su cargo es a título personal.
En 2009 había 18 comunidades greco-católicas en Rusia: 4 en Moscú y uno en cada una de las siguientes localidades: Zhukovski (óblast de Moscú), Óbninsk (óblast de Kaluga), San Petersburgo, Novosibirsk, Tomsk, Cheliábinsk, Kopeisk (óblast de Cheliábinsk), Omsk, Sargatskoe (óblast de Omsk), Megion (óblast de Tiumén), Surgut y Nizhnevartovsk (Janty-Mansi), Prokopyevsk y Novokuznetsk (óblast de Kemerovo).

## Parroquias
Bajo la dependencia del ordinario de Rusia para los bizantinos
- Deanato para los católicos de rito bizantino en el territorio correspondiente a la arquidiócesis de la Madre de Dios en Moscú:[11][12]
  - Parroquia de los Santos Apóstoles Pedro y Andrés de la Iglesia ortodoxa rusa en comunión con la sede de Roma (Приход святых апостолов Петра и Андрея) (en la Casa de la Santa Madre Teresa de Moscú)
  - Parroquia del Santo Hieromártir Ignacio, Obispo de Antioquía (Приход Святого сщмч. Игнатия Богоносца, Епископа Антиохийского) (en Moscú)
  - Parroquia del Descenso del Espíritu Santo (Приход Сошествия Святого Духа) (en San Petersburgo, incluyendo fieles greco-católicos bielorrusos)
  - Parroquia en nombre del Bendito Hieromártir Leonid, exarca de la Iglesia greco-católica de Rusia (Приход во имя блаженного сщмч. Леонида, Экзарха Российской Греко-Католической Церкви) (en una cripta de la catedral de Moscú)
  - Parroquia de San Clemente Papa Romano (Приход Св. Климента папы Римского) (en Óbninsk, óblast de Kaluga)
  - Parroquia de la Natividad de Cristo (Приход в честь Рождества Христова) (en Kaliningrado, óblast de Kaliningrado, incluyendo fieles greco-católicos bielorrusos)
  - Punto pastoral Familia de San Lázaro en Moscú (no es una parroquia)
- Deanato para los católicos de rito bizantino en el territorio perteneciente a la diócesis de Transfiguración en Novosibirsk:
  - Parroquia de los Santos Cirilo y Metodio de la Iglesia ortodoxa rusa en comunión con la sede de Roma (Приход Свв. Кирилла и Мефодия) (en Sargatskoye, óblast de Omsk)

Bajo el omoforion del eparca de Newton de los greco-melquitas
- - Parroquia Católica de San Andrés, en El Segundo, California, Estados Unidos. En la Arquidiócesis de Los Ángeles.
  - Parroquia Bizantina Católica de Nuestra Señora de Fátima, en San Francisco, Estados Unidos. En la Arquidiócesis de San Francisco.

Bajo el omoforion del eparca de San Jorge en Canton de los rumanos
- - Comunidad greco-católica rusa de los Santos Cirilo y Metodio, en Denver, Estados Unidos. En la Arquidiócesis de Denver.

Bajo la dependencia del arzobispo de Nueva York
- - Parroquia rusa ortodoxa en comunión con la sede de Roma de San Miguel Arcángel, en Nueva York, Estados Unidos.

Bajo la dependencia del ordinariato para los fieles de rito oriental de Francia
- - Parroquia Église de la Sainte-Trinité en París (Paroisse russe)
  - Parroquia Église Saint-Irènée en Lyon (Paroisse catholique de rite byzantin)

## Comunidades
En la diáspora rusa existen las comunidades de:
- Sts. Cyril and Methodius Russian Catholic Community, en Denver, Estados Unidos.
- Misión Católica Rusa y Rumana, en Buenos Aires, Argentina.
- Centro Bizantino Nuestra Señora de Vladimir, en Campana, Argentina.
- Russian Catholic Center Chapel of St Nicholas, en Victoria, Australia.
- Comunidad católica rusa de Viena, Austria.
- Community of St. John Chrysostom, en Dublín, Irlanda.
- Ecumenical Center and Chapel of Sts Peter and Paul, en Espoo, Finlandia.
- Foyer Oriental Sainte-Basil, en Lyon, Francia.
- Centres d'etudes Russes St. Georges & Chapelle Saint-Georges, en Meudon, Francia.
- Centre d'etudes "Istina", en París, Francia.
- Foyer Cultural Franco-Russe (Deux Ourses), en París, Francia.
- Soeurs Carmelites Monastere Saint Elie, en Saint-Rémy, Francia.
- Griech. katol. Gemeinde Heilige Nikolaus, en Berlín, Alemania.
- Oekumenisches Zentrum Kyrill und Methodius, en Mannheim, Alemania.
- Russischsprachige katolische Seelsorge Gemeinde St. Nikolaus des byzantinisch-slawischen Ritus, en Múnich, Alemania.
- Ostkirchliches Institut Regensburg, en Ratisbona, Alemania.
- Catholica Unio y Ostkirchliches Institut der Augustiner, en Wurzburg, Alemania.
- Pontificio Collegio Russo (Russicum), en Roma, Italia.
- Russian Catholic Church of S. Antonio Abate, en Roma, Italia.
- Monastero Russo Uspenskij, en Roma, Italia.
- Centro Studi Russia Cristiana, en Milán, Italia.
- Church of the Protection of the Blessed Virgin Mary, en Karaganda, Kazajistán.
- Greek Catholic Community of Pavlodar, Kazajistán.
- Johannes von Damascus Fraterniteit, en Tilburg, Países Bajos.

La Capela Nossa Senhora da Anunciação de Ipiranga en São Paulo perteneció desde 1954 al ordinariato para los fieles de rito oriental de Brasil como misión católica rusa, pero tras el fallecimiento en 2005 de su párroco, João Stoisser, sus pocos fieles remanentes pasaron en 2013 a ser parte del Patriarcado de Moscú de la Iglesia ortodoxa rusa junto con la capilla.
En la década de 1950 existió en Salzburgo en Austria una pequeña comunidad católica bizantina rusa, pero desapareció luego de la muerte de su sacerdote.

## Exarcados apostólicos
- Exarcado apostólico de Rusia
- Exarcado apostólico de Harbin (en China)

Ambos exarcados continúan sin ser reconstituidos por la Santa Sede, por lo que su existencia es nominal.
En China la Iglesia ha desaparecido debido a la emigración de los rusos o sigue en las "catacumbas".
A mayo de 2019 los dos exarcados todavía existentes, al menos oficialmente, aún no han sido reconstituidos, ni un obispo de rito ruso ha sido nombrado para dirigirlos. Todos los católicos orientales en la Federación de Rusia permanecen bajo la jurisdicción del obispo Werth.